# Los Bólidos
Los Bólidos est un groupe espagnol de rock, originaire de Madrid, actif entre 1979 et 1982.  

## Histoire
Le groupe est formé à Madrid, en Espagne, par Isabel San Gabino (guitare) et est formé par Antonio Siegfried (guitare), Javier Gutiérrez (basse), Carmen Madirolas (chant), Carlos Durante (batterie) et Merche Valentín (chœurs).
Au départ, le groupe s'appelait Los Rebeldes de Madrid. Ils faisaient partie de la Nueva Ola Madrileña, qui s'est ensuite fait connaître sous le nom de movida.
Los Bólidos ont enregistré leurs chansons en studio et en public, et sorti un album en 1983 sous le label Tic Tac, qui contenait notamment la chanson Ráfagas, qui a été reprise par plusieurs artistes.